# Sondersprache
Sondersprachen sind Sprachformen, die innerhalb einer Sprachgemeinschaft nur von einem Teil der Mitglieder verwendet werden. Sie bilden sich heraus, wenn eine bestimmte Sprechergruppe besondere sprachliche Bedürfnisse abdecken möchte; dazu gehören vor allem das Bedürfnis nach Abgrenzung von anderen Sprechern der Sprachgemeinschaft oder die Erfüllung beruflicher/fachlicher Aufgaben mittels einer Fachsprache mit ihren eigenen sprachlichen Anforderungen.
Ein weiter Begriff von Sondersprache betrifft jegliche Sprachvarietät (alters- oder gruppenspezifisch, berufs- und fachspezifisch), die sich von der Standardsprache unterscheidet; enge Begriffe von Sondersprache treffen daraus eine unterschiedliche Auswahl. „Als Sondersprachen wurden früher sämtliche gruppenspezifischen Sprachen betrachtet. Später wurden dann die Schichten- und Fachsprachen ausgegliedert und das Charakteristikum der Sondersprachen in der verhüllenden Funktion der Sprachform von Minderheiten gesehen, die von der Gesellschaft geächtet (diskriminiert) wurden und/oder sich selbst absonderten (Suche nach Gruppenidentität).“

## Merkmale von Sondersprachen
Hauptmerkmal einer Sondersprache ist der jeweils eigene Wortschatz, der der terminologischen Präzision, aber auch der Abgrenzung von anderen Sprechergruppen dienen kann. Andere Merkmale können hinzukommen wie besondere Flexions- oder Wortbildungsmuster.
Fachsprachen zeichnen sich insbesondere durch klar definierte Fachbegriffe aus. Für die Verwender der Fachsprache können so Sachverhalte „fachspezifisch“ und damit innerhalb des jeweiligen Faches präzise beschrieben werden, was die Kommunikation über Fachinhalte vereinfacht. Hingegen ist ein Fachjargon eine innerhalb der Personengruppe des jeweiligen Faches bekannte bzw. gepflegte reine Gewohnheitssprache. Ähnlich wie ein Slang dient ein Fachjargon einerseits der Gruppenbildung und andererseits der Auflockerung der Konversation.

## Beispiele für Sondersprachen
Je nachdem, ob man einen engen oder weiten Begriff von Sondersprache verwendet, kann eine bestimmte Sprachvarietät dazugezählt werden oder auch nicht. Als extreme Fälle können die unterschiedlichen Formen der Gaunersprache angeführt werden, aber auch die Schüler- oder Studentensprache und Berufsjargons. In einem weiteren Sinne gehören auch die vielen Berufs-, Fach- und Wissenschaftssprachen sowie die Soziolekte dazu.

## Konstruierte Sondersprachen
Konstruierte Sondersprachen zeichnen sich dadurch aus, dass sie von einer Einzelperson oder einer kleinen Gruppe von solchen erschaffen worden sind. Sie können zwar als Geheimsprachen verwendet werden und werden manchmal so genannt, aber sie dienen in erster Linie nur der Festigung der Gruppenidentität. Es handelt sich meistens um religiöse oder subkulturelle Gruppen. Auch geschlechtsgebundene Sondersprachen kommen vor. Die abgrenzende Funktion der Sondersprachen ist genau das Gegenteil der von den internationalen Plansprachen angestrebten überbrückenden Funktion.
Als Beispiel einer konstruierten Sondersprache kann das Medefaidrin genannt werden. Es handelt sich dabei um eine apriorische Sprache mit eigener (seit 2018 in Unicode verfügbarer) Schrift, deren Vokabular den Initiatoren „vom Heiligen Geist“ offenbart wurde. Medefaidrin wurde seit Ende der 1920er Jahre von der kleinen neureligiösen Gemeinschaft der Oberi Okaime im südöstlichen Nigeria verwendet. Die Grammatik der Sprache ähnelt der des Englischen mehr als der der lokalen Sprache Ibibio. Medefaidrin ist jetzt kaum noch in Gebrauch.
Ein weiteres Beispiel ist die Sprache der Eskaya, einer kulturellen Minorität auf der philippinischen Insel Bohol. Diese Sprache scheint kurz nach dem Jahr 1900 innerhalb einer auch religiös geprägten Widerstandsgruppe geschaffen worden zu sein, nachdem die US-Amerikaner die Insel (wie den Rest der Philippinen) als Kolonie in Besitz genommen hatten. Auch diese Sprache hat ein weitgehend apriorisches Vokabular und eine eigene Silbenschrift. Ihre Grammatik spiegelt die des lokalen Cebuano. Das erste schriftliche Dokument ist aus dem Jahr 1908. Die Sprache der Eskaya wird heute noch unterrichtet und von ca. 100 Familien in Gebeten, Gesängen und formellen Reden verwendet.
Medefaidrin und die Eskayasprache erinnern nach Ursprung und Struktur an die mittelalterliche Lingua ignota der Hildegard von Bingen, von der nicht viel mehr als eine Wörterliste und das Alphabet überliefert sind. Die Lingua ignota erscheint als unausgereifter Fötus einer konstruierten Sondersprache. Auch das besser entwickelte Balaibalan, das im 16. Jahrhundert im Osmanischen Reich erschaffen worden ist, war nach allem Anschein als Sondersprache dieser Art gedacht, aber in diesem Fall ist nicht bekannt, inwieweit die Sprache praktiziert wurde.
Eine konstruierte Sondersprache anderer Art ist das Damin, die ehemalige Sondersprache der erwachsenen Männer auf der Insel Mornington im Norden von Australien. Diese Sprache unterscheidet sich von den schon genannten nicht nur durch ihre anders definierte Sprechergruppe, sondern auch durch ihre radikalen sprachlichen Eigenschaften – ein extravagantes Phoneminventar und ein minimalistischer Vorrat an Morphemen. Die Sprache wurde als Teil einer Initiationszeremonie unterrichtet. Diese Praxis fand durch die christliche Mission, die dort 1914 begann, ein Ende, und damit auch das Fortbestehen des Damin.
Zumindest eine der fiktionalen Kunstsprachen, nämlich Klingonisch, ist auch als Sondersprache in Gebrauch gekommen. Sie wird von einer kleinen, aber enthusiastischen Gruppe von Fans der US-amerikanischen Science-Fiction Fernsehserie Star Trek, für die die Sprache 1984 geschaffen wurde, bei ihren Zusammenkünften praktiziert.